# 세인고등학교
세인고등학교(世人高等學校)는 대한민국 전북특별자치도 완주군 화산면 운산리에 있는 사립 고등학교이다.

## 학교 연혁
- 1998년 1월 22일 : 학교법인 DiA학원 허가
- 1998년 11월 16일 : 조만석 초대 이사장 취임
- 1998년 12월 31일 : 학교 설립 인가
- 1999년 3월 2일 : 초대 원동연 교장 취임
- 1999년 3월 9일 : 개교 및 제1회 입학식(남 20명, 여 20명 계 40명)
- 2000년 9월 22일 : 기숙사 신축(1, 2층)
- 2002년 2월 8일 : 제1회 졸업식(남 20명, 여 16명 총 36명)
- 2010년 9월 28일 : 본관, 특별교실 준공
- 2011년 6월 14일 : 인조 잔디 운동장 준공
- 2019년 2월 10일 : 급식실 개축
- 2019년 11월 29일 : 5차원체력관 체육관 준공
- 2022년 9월 1일 : 제5대 조성은 교장 취임
- 2023년 12월 29일 : 제23회 졸업식 남 27명, 여 14명, 계 1,200명
- 2024년 3월 4일 : 제26회 입학식 남 32명, 여 23명 계 55명

## 참고 자료
- 세인고등학교 - 한국교육학술정보원 학교알리미